# Ruisleipä

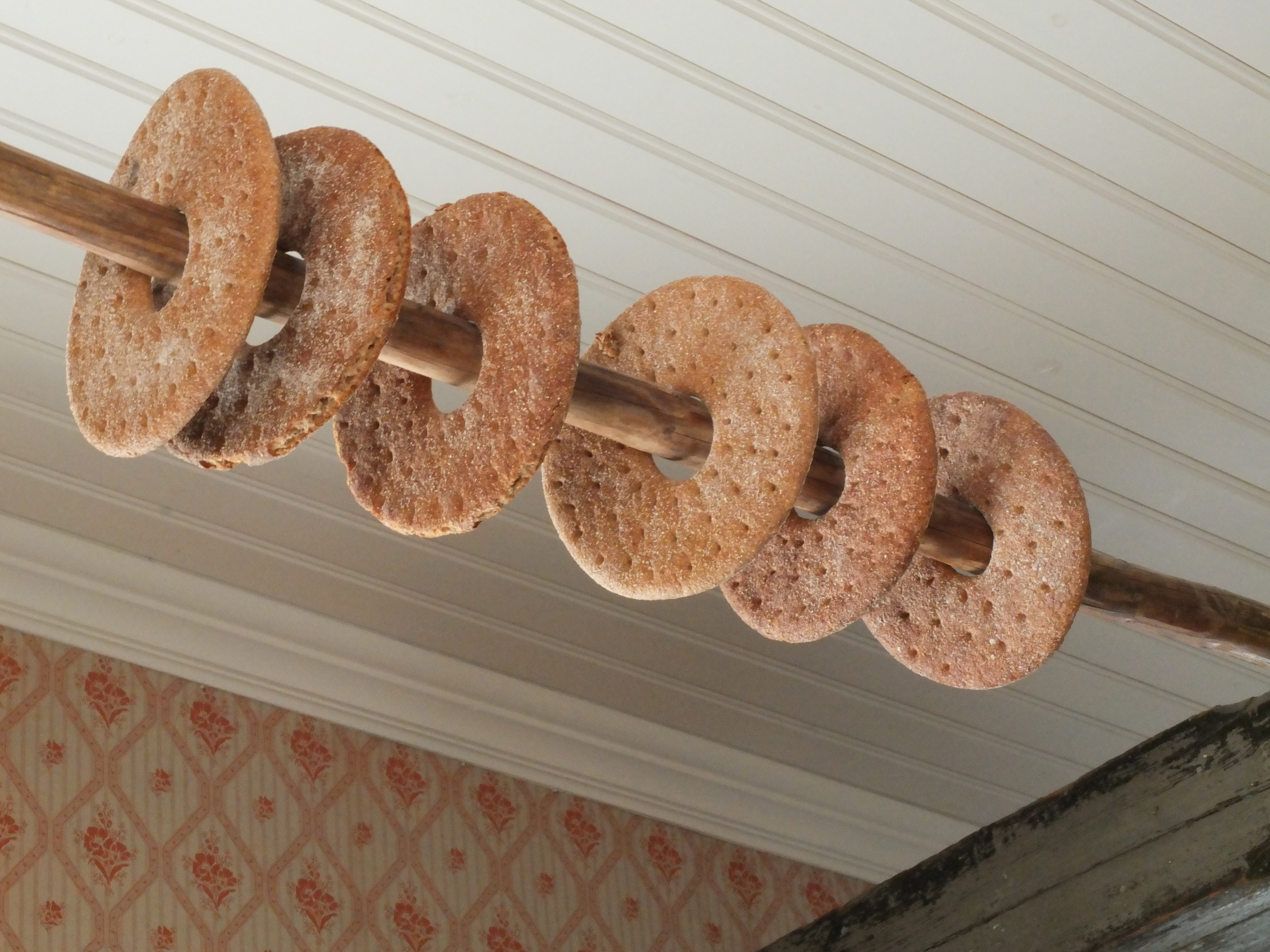
Ruisreikäleipä på en stång under taket.

Ruisleipä (rågbröd) eller hapanleipä (surbröd) är ett mörkt och surt bröd som produceras omfattande i Finland. Det är den mest populära typen av bröd i Finland och utgör en grundläggande del av det finska köket, med status som nationalrätt enligt en omröstning från 2017. Finland firar ruisleivän päivä (rågbrödsdagen) den 28 februari.
Till skillnad från de mer internationellt populära tyska rågbröden tenderar finskt rågbröd att ha en mindre oljig eller fuktig textur. De vanligaste varianterna av finskt rågbröd saknar sötma och tillsatsen av kryddor som kummin, vilket skiljer dem från svenska motsvarigheter. Finskt rågbröd görs av fullkorns rågmjöl, vilket skiljer det från bröd gjorda med lättare och finare siktar av rågmjöl. Förvaring spelar en avgörande roll för att behålla brödets textur. Nybakade rågbröd är tjocka, medan bröd som förvarats under en längre period blir tunna.
Traditionella former av rågbröd varierar, med stora, runda och tjocka bröd som de mest vanliga. I Karelen och Savolax var denna typ av mjukt rågbröd, ofta kallat bara leipä (bröd) eller musta leipä (svart bröd), en veckovis grundläggande del. Andra regionala varianter hade olika namn baserade på spannmåltyp och surhetsnivåer. En traditionell form, kallad reikäleipä (ålbröd) eller ruisreikäleipä (råghålbröd), är karakteristisk för västra Finland. Traditionellt bakades det i ringform och hängdes upp på en stång strax under kökstaket för att torka och förvaras. Torkad reikäleipä kunde förvaras över vintern och krävde fuktning innan konsumtion. En annan variant är den något mjukare limppu eller ruislimppu.
Mer moderna varianter av rågbröd, med vinkelform, har blivit populära i Finland. Kommersiellt hävdar Vaasan Ruispala titeln som Finlands mest populära bröd. Liknande reikäleipä men utformat för enskilda portioner, lånar det element från tyskt rågbröd och avviker från traditionella finska texturer. Konkurrerande produkter som Fazers Ruispuikulat och Oululainens Reissumies erbjuder alternativa former samtidigt som de behåller en mer traditionell sammansättning än Ruispala.